# Let Me (Rihanna)
Let Me is de derde single van het debuutalbum Music of the Sun van de Barbadiaanse zangeres Rihanna. De single had weinig succes en werd alleen in Japan uitgebracht. Daar kwam het in de hitlijsten op nummer 8.